# Тріщини в гірській породі

Тріщини в гірській породі (англ. cracks, splits; fractures, fissures, joints;, нім. Kluften f pl, Risse m pl) —
Порушення суцільності (розрив) гірських порід без зсуву порід по поверхні розриву. Існує ряд класифікацій тріщин:
- За походженням виділяють тектонічні й нетектонічні тріщини. Перші кількісно переважають.
- За генетичними ознаками розрізняють тріщини: розтягнення, сколювання, розширення, вивільнення, розсування, вигину, розриву тощо.
- За геометричними ознаками розрізняють тріщини: згідні, січні, напластування, поперечні, радіальні, поздовжні та інші.

Найкоротшу відстань між стінками тріщини називають розкритістю тріщини. Тріщини розкритістю менш як 3 см — це тріщини кліважу. Тріщини з розкриттям менш як 100 мкм — мікротріщини.
Один із видів порожнин колекторів — розриви в гірській породі (без переміщення блоків породи), які характеризуються розкритістю від десятків мікрометрів до міліметрів, переважно тектонічним походженням, субвертикальною орієнтацією відносно напластування порід, об'єднанням у системи більш або менш правильними геометричними сітками.

## Різновиди тріщин в гірській породі

- ТРІЩИНИ АКТИВНІ — тріщини в гірській породі шириною не менше 1 мм, стінки яких активно розчиняються водою.
- Тріщини виверження — виверження рідкої, головним чином базальтової лави через лінійні тріщини земної кори.
- ТРІЩИНИ ВІДКРИТІ — тріщини в гірських породах із розкритими (розсунутими) стінками. Синонім — зяючі тріщини.
- ТРІЩИНИ ВІДРИВАННЯ (ВІДРИВУ) — системи тріщин, які виникають при деформаціях розтягування.
- ТРІЩИНИ ДІАГЕНЕТИЧНІ — система закономірних тріщин, що виникають в осадових породах у процесі їх становлення (діагенезу) у зв'язку зі зміною їх щільності й під впливом навантаження верхніх гірських порід. Закономірне розташування Т.д. деякі вчені (Шульц мол., 1964) пов'язують із формою земної кулі.
- ТРІЩИНИ ЗАКРИТІ — тріщини в гірських породах зі щільно притиснутими одна до одної протилежними стінками розриву.
- ТРІЩИНИ ЛЬОДОВИКОВІ — тріщини, що виникають у льодовику внаслідок його руху. Розрізняють Т.л. бічні (крайові), поперечні, основи й поздовжні. Бічні утворюються внаслідок розтягування, при більшій швидкості руху льоду всередині льодовика, ніж поблизу його країв; поперечні виникають при розтягуванні поверхні льодовика, яка стає опуклою на перегинах (уступах) льодовикового ложа. Якщо льодовик перетинає пониження в ложі, то опуклою стає його нижня поверхня й утворюються тріщини основи, що змикаються догори. Найбільш великі поперечні тріщини зустрічаються на місці льодопадів, де вони розділяють крижані піки — сераки. Поздовжні тріщини утворюються на місці поздовжніх нерівностей ложа і при виході льодовика зі звуженої частини трога в розширену. Характерною є крайова фірнова поперечна тріщина (бергшрунд) — на місці відриву рухомого фірну і кристалічного льоду льодовика від нерухомого фірну. Т.л. при зникненні причини, що їх викликала, можуть змикатися і заліковуватися внаслідок режеляції льоду. Див. льодовик, Льодовикова тріщина.

- ТРІЩИНИ МОРОЗОБІЙНІ — тріщини в пухких поверхневих відкладах, які утворюються при сильних морозах у високих широтах. Мають вигляд сітки багатогранників різних розмірів (від декількох до десятків і сотень метрів).
- ТРІЩИНИ ОКРЕМОСТІ — тріщини, що виникають у гірських породах унаслідок зменшення їх об'єму при висиханні й ущільненні, при перекристалізації або зміні хімічного складу, а також при охолодженні. Див. окремість гірських порід.
- ТРІЩИНИ ПЕРВИННІ — 1. Тріщини, що виникають при перетворенні осаду в гірську породу. 2. Система закономірних тріщин, що виникають в інтрузивних тілах в останні стадії їх формування під впливом як внутрішніх сил інтрузії, так і зовнішніх напруг.
- ТРІЩИНИ ПІДГІРНІ — тріщини в області живлення гірського льодовика. Відокремлюють нерухому примерзлу до скель частину фірну від рухомої, яка стікає до зниженої частини фірнового басейну. Синонім — бергшрунд.
- ТРІЩИНИ ПОЗДОВЖНІ — тріщини, зорієнтовані паралельно простяганню пластів та інших структурних елементів гірських порід.
- ТРІЩИНИ ПОПЕРЕЧНІ — тріщини, зорієнтовані перпендикулярно простяганню пластів та інших структурних елементів гірських порід.
- ТРІЩИНИ РАДІАЛЬНІ — тріщини, які займають радіальне положення стосовно тектонічної структури або певної форми залягання гірських порід.
- ТРІЩИНИ РОЗТЯГНЕННЯ — тріщини, які виникають в умовах розтягу ділянки земної кори.

- ТРІЩИНИ РОЗЧИНЕННЯ — тріщини, які виникають унаслідок розчинення гірських порід. Див. Тріщини розчинення.
- ТРІЩИНИ СКОЛЮВАННЯ — система тріщин, які виникають при деформаціях стиснення.
- ТРІЩИНИ СУХІ — маловживана назва жил альпійського типу, що утворилися під час регіонального метаморфізму внаслідок вилуговування й перевідкладання в тріщинах деяких компонентів вмісних порід.
- ТРІЩИНИ ТЕКТОНІЧНІ — тріщини, які виникають у гірських породах земної кори під дією тектонічних сил.
- ТРІЩИНИ УСИХАННЯ (ВИСИХАННЯ) — тріщини, які виникають у тонкозернистих осадах при їх висиханні й зменшенні об'єму (напр., тріщини поверхні такирів у пустелях). Їхня глибина, як правило, не перевищує кількох см. Див. Тріщини висихання. Синонім — тріщини полігональні.